# SS Raffaello
O SS Raffaello foi um navio de passageiros italiano operado pela Italia di Navigazione e construído pelo Cantieri Riuniti dell'Adriatico em Trieste. Sua construção começou em setembro de 1960 e foi lançado ao mar em março de 1964, realizando sua viagem inaugural em julho do ano seguinte. Ele e seu irmão SS Michelangelo foram umas das últimas embarcações da história a serem construídas especificamente para o serviço transatlântico. Ele serviu nessa função e depois como cruzeiro até ser aposentado em 1975. O Raffaello e o Michelangelo foram comprados pelo xá Mohammad Reza Pahlavi do Irã, com planos sendo propostos para revitalizá-los. Entretanto, a Revolução Iraniana acabou com essas ideias e o Raffaello foi pilhado pelas décadas seguintes até ser parcialmente afundado por um míssil na Guerra Irã-Iraque em 1983. Seus destroços foram pilhados ainda mais e hoje estão submersos perto de Bushehr.